# Solomon's Key 2
Solomon's Key 2 (Amerikansk titel: Fire 'n Ice) är ett TV-spel utvecklat av Tecmo för konsolen Nintendo Entertainment System. Till skillnad från föregångaren Solomon's Key har pusslandet i uppföljaren fått en större betydelse för spelandet. Spelarens uppgift består i att förflytta en figur till utgången på varje bana. Till sin hjälp kan spelaren skapa eller ta bort isblock som antingen utgör hinder, skapar broar, släcker eldar eller eliminerar faror på vägen till utgången.

### Fotnoter
1. 1 2 3  ”Solomon’s Key II”. NES DB. 27 februari 1992. Arkiverad från originalet den 11 mars 2015. https://web.archive.org/web/20150311182625/http://www.nesdb.se/game_more.php?id=520&rid=1. Läst 23 april 2014.